# Jeanne Moreau
Jeanne Moreau (Párizs, 1928. január 23. – Párizs, 2017. július 31.) BAFTA- és César-díjas francia színésznő.

## Élete
Jeanne Moreau Párizsban született 1928. január 23-án Anatole-Désiré Moreau és Katherine Buckley gyermekeként.
Tanulmányait az Edgar Quinet Nemzeti Drámaművészeti Főiskolán, valamint a Konzervatóriumban végezte.
1948–1952 között a Comédie-Française, 1953-tól a Théâtre Nationale Populaire tagja volt. 1949-től szerepelt filmekben. 1975-ben ő volt a cannes-i fesztivál és a párizsi nemzetközi fesztivál elnöke. 1986–1988 között a César-díjat adományozó Filmművészeti és Filmtechnikai Akadémia elnöke volt. 2000-től a Francia Szépművészeti Akadémia (Académie des beaux-arts) első női tagja volt.

## Magánélete
1949–1951 között Jean-Louis Richard volt a férje. 1977–1979 között William Friedkin volt a párja. Pierre Cardinnel 1961-ben találkoztak, kapcsolatuk négy évig tartott. 

## Filmjei
- Utolsó szerelem (1949)
- Gyilkosságok (1950)
- A saint-germain-des-prés-i Pigalle (1950)
- Az életem embere (1952)
- Éjfél van, Schweitzer doktor úr (1952)
- A lányok hálóterme (1953)
- Juliette (1953)
- Intrikusok (1954)
- Az utolsó akció (1954)
- Margot királyné (1954)
- Az ágy (1954)
- Az alkóvok titka (1954)
- Emberek fehérben (1955)
- Gázolaj (1955)
- A bűn jutalma (1956)
- A végsőkig (1957)
- Nőstényfarkasok (1957)
- A különös Steve úr (1957)
- Három nap az élet (1957)
- Felvonó a vérpadra (1958)
- A hordár sakkban (1958)
- Szeretők (1958)
- Háttal a falnak (1958)
- Jovánka és a többiek (1959)
- Veszedelmes viszonyok (1959)
- Öt nő álruhában (1960)
- A karmeliták párbeszéde (1960)
- Moderato cantabile (1960)
- Az éjszaka (1960)
- A nő, az nő (1961)
- Jules és Jim (1962)
- A per (1962)
- Eva (1962)
- A győztesek (1963)
- La Baie des anges (1963)
- Lidércfény (1963)
- Banánhéj (1963)
- Egy szobalány naplója (1964)
- Mata Hari (1964)
- A vonat (1964)
- Viva Maria! (1965)
- Falstaff (1965)
- A sárga Rolls-Royce (1965)
- Madamoiselle (1966)
- A Gibraltár tengerésze (1967)
- A világ legősibb mestersége (1967)
- Halhatatlan történet (1968)
- A menyasszony feketében volt (1968)
- Nagy Katalin (1968)
- Irány: a halál (1969)
- Diana teste (1969)
- Monte Walsh: Az utolsó cowboy (1970)
- Visszaszámlálás (1970)
- Alex Csodaországban (1970)
- Jean Renoir Kis Színháza (1971)
- A szeszély (1972)
- Chére Louise (1972)
- Nathalie Granger (1972)
- Francia Johanna (1973)
- Szeretlek (1974)
- Könnyek (1974)
- Az imbolygó kert (1974)
- Herék, avagy a tojástánc (1974)
- Fény (1975 rendező)
- Franciaországi emlékek (1975)
- Az utolsó filmcézár (1976)
- Klein úr (1976)
- Lumiére (1976 rendező is)
- A jegyed már nem érvényes (1980)
- Az árva (1980)
- Plein Sud (1980)
- A kamaszlány (1980 rendező)
- Mille milliards de dollars (1982)
- A pisztráng (1982)
- Querelle (1982)
- Körtánc (1982)
- Fajankó (1986)
- Védd magad, Lola (1986)
- La miraculé (1987)
- Óceáni éj (1988)
- Hotel Terminus (1988)
- Nikita (1990)
- A furcsa nő (1990)
- Alberto Expressz (1990)
- Anna Karamazova (1991)
- A gólya függő lépése (1991)
- A világ végéig (1991)
- Az öregasszony, aki a tengerbe ment (1992)
- Az emberi szív térképe (1992)
- Viszlát holnap! (1992)
- A nyári ház (1993)
- Túl a felhőkön (1995)
- Nagy Katalin (TV-film, 1995)
- The Propretior (1996)
- Csillagvirágok (1996)
- Zavaros szerelem (1997)
- Boszorkányszerelem (1997)
- Örökkön-örökké (1998)
- Balzac (1999)
- Un trait de l'esprit (2000)
- Lisa (2000)
- A nyomorultak (film, 2000)
- Ez a szerelem (2001)
- A kis nyírfaliget (2003)
- Utolsó napjaim (2005)
- Irány Nyugat! (2005)
- Autogram (2005)
- Kivonulás (2007)